# Clodia Pulchra
Clodia Pulchra (narozena 57 př. n. l.) se narodila jako dcera Fulvie a jejího prvního manžela Publia Clodia Pulchera. Byla nevlastní dcerou Marka Antonia a polorodou sestrou Marka Antonia Antylla a Iulla Antonia.
Marcus Antonius byl třetím manželem její matky. Antonius měl radost z Fulviiných peněz, které mu pomohly k lepší kariéře. Po zavraždění Julia Caesara 15. března 44 př. n. l. zformoval Antonius s Octavianem a Lepidem druhý triumvirát. K utužení politické aliance nabídla Fulvia Clodiu za manželku mladému Octavianovi, zatímco Lepidovi neteř Serviliu. Octavian se s Clodií oženil.
O jejich manželství toho není mnoho známo, a i o Clodii je jen málo informací. Toto jednání způsobilo politické a sociální nepokoje, ale když Octavian požádal o rozvod s Clodií, Fulvia se rozhodla podniknout kroky. Společně se svým švagrem Luciem Antoniem získala osm italských legií, aby bojovaly za Marka Antonia proti Octavianovi. Armáda nakrátko obsadila Řím, poté se však vzdálila do Perusie. Octavian v zimě 41–40 př. n. l. obléhal Fulvii a Lucia Antonia, hladověním je přiměl ke kapitulaci. Fulvia byla vyhnána do Sicyonu, kde zemřela.
Octavian se s Clodií rozvedl a oženil se se Scribonií, s níž měl své jediné dítě, dceru Julii starší. Jeho manželství s Clodií nebylo nikdy naplněno.
O dalším Clodiinu osudu není nic známo.